# Hémilly
Hémilly – miejscowość i gmina we Francji, w regionie Grand Est, w departamencie Mozela.
Według danych na rok 1990 gminę zamieszkiwały 113 osób, a gęstość zaludnienia wynosiła 8 osób/km² (wśród 2335 gmin Lotaryngii Hémilly plasuje się na 932. miejscu pod względem liczby ludności, natomiast pod względem powierzchni na miejscu 374.).